# Miloslav
Miloslav ist ein slawischer Vorname. Er ist von den slawischen Worten mil und slav abgeleitet.

## Varianten
- weibliche Form: Miloslava
- Diminutiv: Miloš
- polnisch: Miłosław/Miłosława

## Namensträger
- Miloslav Hořava junior (* 1982), tschechischer Eishockeyspieler
- Miloslav Hořava senior (* 1961), tschechischer Eishockeyspieler und -trainer
- Miloslav Kříž (1924–2013), tschechischer Jurist, Basketballspieler und -funktionär
- Miloslav Mečíř (* 1964), tschechoslowakischer Tennisspieler
- Miloslav Ransdorf (1953–2016), tschechischer kommunistischer Politiker, Philosoph und Abgeordneter des Europaparlaments
- Miloslav Vlček (* 1961), tschechischer Politiker (ČSSD)
- Miloslav Vlk (1932–2017), Erzbischof von Prag